# Tossic
I Tossic sono un gruppo thrash metal italiano fondato nel 1986 a Pisa.

## Storia dei Tossic
I Tossic si formarono 1986 a Pisa, dall’incontro di Asma e Mazza, riprendendo il nome dalla condizione contemporanea, in cui tutto sembra essere nocivo: "bevi una Coca-Cola e ti fori lo stomaco, fumi una sigaretta un'altra parte... tutti siamo Tossic".
Furono del 1988 il primo demotape e il debutto live, in cui la band unisce sonorità heavy metal al cantato in italiano. Il loro debut album arrivò nel 1991 e si intitolava “Il Regno del Cinghiale” per la Skrotosound Diski. A questo seguirono “Stato Brado” (Abraxas/Molten Metal Productions, 1993) e “TranSumanza” (Skrotosound Diski, 2006). Tra i loro brani storici come “Cazzi di pane“, “Sudo ma godo“, “… come una iena“, “St. Honoré“, “Rappazzo”.
I Tossic nel tempo hanno condiviso il palco con Helmet, Obituary, Kreator, Napalm Death, Sodom.

## Formazione attuale
- Mazza - voce
- Asma - chitarra
- Dado - basso
- Fede - batteria

### Ex componenti
- Canna - basso
- Mitch - batteria
- Satana (Stefano Rossi) - basso
- Inseranto - batteria
- Baty - chitarra
- Cico - voce
- Mago Merlino - basso
- Walter - voce

## Discografia[1]

### Demo
- Box of Shit (1989)

### EP
- Case chiuse and Little Housis (1990)
- Box (1992)
- F8 (1994)

### Full-length
- Il regno del cinghiale (1991)
- Stato brado (1994)
- Transumanza (2007)
- Mistuprasti.. Eh..? Puppa! (2013)
- Cinghialya - 34935 0  (2021)

### Raccolte
- Gli scarti del cinghiale (1996)